# Romeo Weems
Pour les articles homonymes, voir Weems.
Romeo Jajuan Weems, né le 9 juin 2001 à Détroit dans le Michigan, est un joueur américain de basket-ball évoluant au poste d'ailier.

## Biographie

### Carrière universitaire
Entre 2019 et 2021, il joue pour les Blue Demons de l'université DePaul.

### Carrière professionnelle

#### Hustle de Memphis (2021-2023)
Le 29 juillet 2021, lors de la draft 2021 de la NBA, automatiquement éligible, il n'est pas sélectionné.
En août 2021, il participe aux NBA Summer League de Las Vegas et Salt Lake City avec les Grizzlies de Memphis.
Le 8 octobre 2021, il signe un contrat avec les Grizzlies de Memphis. Le 14 octobre 2021, il est libéré par les Grizzlies.
Le 23 octobre 2021, il intègre l'équipe de G-League des Grizzlies de Memphis, le Hustle de Memphis.

## Statistiques

### Universitaires
Les statistiques de Romeo Weems en matchs universitaires sont les suivantes :
| Saison    | Équipe   | Matchs | Titul. | Min./m | % Tir | % 3pts | % LF | Rbds/m. | Pass/m. | Int/m. | Ctr/m. | Pts/m. |
| --------- | -------- | ------ | ------ | ------ | ----- | ------ | ---- | ------- | ------- | ------ | ------ | ------ |
| 2019-2020 | DePaul   | 32     | 32     | 30,1   | 42,7  | 36,5   | 60,7 | 4,88    | 1,66    | 1,31   | 0,78   | 7,97   |
| 2020-2021 | DePaul   | 18     | 15     | 28,9   | 37,6  | 36,6   | 69,6 | 5,00    | 0,89    | 1,28   | 0,61   | 7,28   |
| Carrière  | Carrière | 50     | 47     | 29,6   | 40,8  | 36,5   | 63,3 | 4,92    | 1,38    | 1,30   | 0,72   | 7,72   |

## Palmarès

### Université
- Big East All-Freshman team (2020)
- Jordan Brand Classic (2019)
- Mr. Basketball of Michigan (2019)